# Eblen Hills
Eblen Hills är en kulle i Antarktis. Den ligger i Västantarktis. Inget land gör anspråk på området. Toppen på Eblen Hills är 1 640 meter över havet.
Terrängen runt Eblen Hills är kuperad åt sydväst, men åt nordost är den platt. Trakten är obefolkad. Det finns inga samhällen i närheten.